# Michael Kelso
Michael Christopher Kelso (7 februari 1958) is een personage van de Amerikaanse televisieserie That '70s Show van Fox Network, gespeeld door Ashton Kutcher. Hij wordt vaak alleen bij z'n achternaam genoemd.

## Over Kelso
Kelso is de domme, maar knappe jongen van de groep. In het begin van de serie heeft hij een relatie met Jackie Burkhart. Deze relatie loopt echter stuk als Jackie erachter komt dat Kelso vreemdgaat met Laurie Forman, de zus van zijn beste vriend Eric Forman. Kelso gaat in de loop van de serie met zo'n 50 mensen uit. Ondanks dit alles houdt hij wel van Jackie, of in ieder geval geeft hij om haar. Dit is echter niet te merken in zijn veelvuldig vreemdgaan. Hij is verslaafd aan het doen, en refereert hier uitzonderlijk vaak naar, ongeacht de situatie, de gevoelens van de persoon met wie hij praat, of de locatie. Hij heeft een kind met Brooke (Shannon Elizabeth), een bibliothecaresse die hij nauwelijks kent, maar heeft bezwangerd tijdens een concert. Aanvankelijk geloven zijn vrienden dit niet, gezien het feit dat de bibliothecaresse een intelligente vrouw is, die niet met Kelso zou willen gaan. Wanneer Brooke vermeldt dat het zo is, loopt hij vrijwel iedereen af terwijl hij zijn favoriete uitspraak Burn verkondigt. Het kind heet Betsy Kelso, en is een meisje.

## Werk
Kelso begint als student, waarmee hij al snel klaar is. Daarna heeft hij baantjes als ondergoedmodel, de assistent kok van goede vriend Steven Hyde, ober bij het restaurant waar Hyde werkt, politieagent van Point Place, beveiligingsmedewerker en spermadonor.

## Stunts
Kelso staat bekend om zijn domme stunts die hij constant uitvoert. In een aflevering probeert hij van een rijdende auto af te skiën. Ook, als de familie Forman een kano heeft gekocht, gaat Kelso van een berg vol met stenen af kanoën. Kelso krijgt vaak de 'stupid helmet' op, als teken dat hij iets doms doet. Ook is hij in iedere klas van het middelbaar onderwijs van de watertoren afgevallen, een record wat, naar zeggen van zijn vriend Steven Hyde, zal blijven staan tot Michaels zoon naar Point Place High gaat.

## Uitspraken
Kelso is wat uitspraken betreft vrij onintelligent. Vaak slaan ze nergens op, en in het geval dat ze wel ergens op slaan zal een ander lid van de vriendenclub reageren, waarna Kelso de opmerking alsnog van kracht ontdoet met de volgende opmerking. Zoals Red Forman dumbass als kenmerkende uitspraak heeft, heeft Michael Kelso Burn, wat volgt op een kattige opmerking, actie, of handeling. Naar ondertiteling zou het je hangt betekenen.